# آزادآباد بير دوستي (مقاطعة دلفان)
آزادآباد بير دوستي (بالفارسية: آزادآباد پیر دوستی) هي مستوطنة تقع في قسم ايتيوند الشمالي الريفي (مقاطعة دلفان) في إيران. يقدر عدد سكانها بـ 35 نسمة بحسب إحصاء 2016.